# 마이클 머니
마이클 머니(Michael Muhney, 1975년 6월 12일 ~ )는 미국의 배우이다.

## 출연 작품
- 철 좀 들어  (2011)
- 포탈 (2010)
- 노 맨스 랜드 - 라이즈 오브 리커 (2008)
- 콜럼버스 데이 (2008)
- 러버스, 라이어스 앤드 루나틱스 (2006)
- 베로니카 마스 (2004)
- 버추얼 나이트메어 (2000)
- 아메리칸 파이 러브 (2000)
- 더 영 앤 더 레스트리스 (1973)